# 烏氏慈麗魚
烏氏慈麗魚，為輻鰭魚綱鱸形目隆頭魚亞目慈鯛科的其中一種，被IUCN列為瀕危保育類動物，分布於非洲喀麥隆西南部及赤道幾內亞的淡水流域，體長可達7.4公分，棲息在中底層水域，生活習性不明。

## 擴展閱讀
維基物種上的相關：烏氏慈麗魚